# نانسي روبرتسون
نانسي روبرتسون هي غطاسة كندية، ولدت في 1949.

## وصلات خارجية
- نانسي روبرتسون على موقع الاتحاد الدولي للسباحة (الإنجليزية)
- نانسي روبرتسون على موقع اللجنة الأولمبية الدولية (الإنجليزية)
- نانسي روبرتسون على موقع أوليمبيديا (الإنجليزية)
- نانسي روبرتسون على موقع اللجنة الأولمبية الكندية (الإنجليزية)
- نانسي روبرتسون على موقع اتحاد ألعاب الكومنولث (مؤرشف) (الإنجليزية)